# Stuck in the Sound (album)
Albums de Stuck in the Sound
2nd EP
(2002) Nevermind the Living Dead
(2007)
Singles
1. Delicious Dog

Stuck In The Sound est le tout premier album auto-produit du groupe français de rock Stuck in the Sound, publié le 9 janvier 2004 par Stuck in the Sound.
Précédemment à celui-ci, le groupe a auto-produit 3 démos qui contiennent petit à petit les titres de
l'album Stuck In The Sound.

## Liste des chansons
Toutes les chansons sont écrites et composées par Stuck in the Sound.
| No  | Titre              | Durée |
| --- | ------------------ | ----- |
| 1.  | Delicious Dog      | 5:25  |
| 2.  | I Shot My Friend   | 3:47  |
| 3.  | Tears In The Wall  | 4:12  |
| 4.  | No Comment         | 3:26  |
| 5.  | Pretty Temple      | 3:24  |
| 6.  | A Roundabout Song  | 4:00  |
| 7.  | You're Special     | 3:33  |
| 8.  | Space Champagne    | 4:47  |
| 9.  | Fading Star        | 4:01  |
| 10. | On A Velvet Ground | 22:20 |